# Makedonska Kamenica
Makedonska Kamenica (en macédonien : Македонска Каменица, prononcé [maˈkɛdɔnska  kaˈmɛnitsa] ) est une commune et une ville du nord-est de la Macédoine du Nord. La commune comptait 6 439 habitants en 2021 et s'étend sur 190,37 km2. La ville en elle-même comptait alors 4 368 habitants, le reste de la population étant réparti dans les villages alentour. L'épithète « Makedonska » a été ajouté au nom de la commune pour la distinguer des autres villes de Yougoslavie également appelées Kamenica.
Son territoire est limitrophe de ceux des communes macédoniennes de Kriva Palanka, Delčevo, Kočani et Vinica ainsi que de la Bulgarie.

## Géographie
La commune de Makedonska Kamenica se trouve dans le massif de l'Osogovo, partagé entre la Macédoine du Nord et la Bulgarie. Elle se trouve sur la route qui relie Delčevo, située plus à l'est, aux villes du centre du pays, comme Štip et Veles. La ville en elle-même s'élève au pied des montagnes, à 540 mètres d'altitude. La commune connaît un climat montagnard, particulièrement prononcé dans sa partie nord, la plus élevée. Les hivers sont longs, avec de la neige en abondance, et les étés sont frais et courts. Les pluies sont modérées et peu fréquentes.
La commune possède une partie du lac de Kalimanci, créé par un barrage sur la Bregalnica en 1969.

## Localités
En plus de la ville de Makedonska Kamenica, la commune compte huit localités :
- Doulitsa
- Kosevitsa
- Kostin Dol
- Loukovtisa
- Mochtitsa
- Sasa
- Todorovtsi
- Tsera

## Histoire
Le territoire de Kamenica est occupé depuis le Néolithique, et on y a retrouvé plusieurs sites de cette époque, notamment des tumuli. La commune conserve également des traces de l'occupation romaine, comme une petite nécropole, deux basiliques paléochrétiennes et des restes de maisons.
L'arrivée des Slaves au VIe siècle bouleverse la région, puisque, par leur nombre, ils effacent la culture antique locale. Ils se convertissent toutefois au Christianisme puis la région fait partie du royaume bulgare de Siméon Ier. En 1282, les mines de la région, creusées pendant l'Antiquité, sont remises en activité par des Saxons venus de Hongrie et d'Allemagne. Ces mines se trouvent surtout dans le village de Sasa, et on y extrait du plomb et du zinc.
En 1389, la région est conquise par les Ottomans. Le village de Kamenica est mentionné pour la première fois dans un recensement réalisé de 1570 à 1572. La localité compte alors 80 familles chrétiennes et 59 célibataires. Kamenica possède aussi une dizaine d'ateliers de traitement de la laine.
Au XIXe siècle, les Macédoniens de la région se mobilisent contre la domination ottomane et organisent plusieurs soulèvements. En 1878, afin d'éviter des représailles après le soulèvement de Krésna-Razlog, de nombreux habitants partent en Bulgarie. Il ne reste alors plus que sept habitants à Kamenica. En 1903, lors de l'insurrection d'Ilinden, Kamenica ne connaît pas de combats mais sert de point de passage pour les nationalistes macédoniens entre Kyoustendil, en Bulgarie, et le centre de la Macédoine. Après l'écrasement du soulèvement par les Turcs, ceux-ci s'installent en nombre le long de la frontière et terrorisent la population.
La région de Kamenica est ensuite le théâtre de nouveaux combats pendant les deux guerres balkaniques, qui ont lieu de 1912 à 1913. Celles-ci aboutissent à la fin de la domination turque et à l'annexion de la Macédoine du Vardar, dans laquelle se trouve Kamenica, à la Serbie.
De 1915 à 1918, pendant la Première Guerre mondiale, la Macédoine du Vardar est envahie par la Bulgarie. Elle retrouve ensuite la Serbie, qui devient la Yougoslavie. La Bulgarie n'ayant pas renoncé à la Macédoine, elle soutient les nationalistes macédoniens qui organisent régulièrement des attaques terroristes contre le pouvoir yougoslave. Les Serbes ferment donc la frontière et ils construisent dans les environs de Kamenica des tours de guet et des postes de gendarmerie.
Il faut attendre la fin de la Seconde Guerre mondiale pour que la région connaisse réellement la paix et pour que Kamenica se développe réellement et devienne une petite ville.

## Administration
La commune est administrée par un conseil municipal élu au suffrage universel tous les quatre ans. Il adopte les plans d'urbanisme, accorde les permis de construire, planifie le développement économique local, protège l'environnement, prend des initiatives culturelles et supervise l'enseignement primaire. Il compte 11 conseillers municipaux.
Le pouvoir exécutif est détenu par le maire, lui aussi élu au suffrage universel. Depuis 2017, le maire de Makedonska Kamenica est Dimčo Atanasovski, membre de VMRO-DPMNE.

## Démographie
Lors du recensement de 2002, la commune comptait :
- Macédoniens : 8 055 (99,32 %)
- Serbes : 24 (0,30 %)
- Roms : 14 (0,17 %)
- Bosniaques : 8 (0,10 %)
- Autres : 9 (0,11 %)

La ville seule comptait quant à elle :
- Macédoniens : 5 096
- Serbes : 20
- Roms : 14
- Bosniaques : 8
- Autres : 9